# Value Added Reseller
Un'azienda value added reseller (VAR) (ovvero "rivenditore a valore aggiunto") è una compagnia (economia) che aggiunge caratteristiche o servizi ad un articolo già esistente, con lo scopo di rivenderlo, a volte come parte di un prodotto più grande.
Questa pratica è comune nell'industria elettronica e nell'informatica, dove sono frequenti casi di adattamenti di software, eventualmente da fornire abbinati ad un particolare hardware (soluzione in bundle).
Le imprese di questo tipo forniscono quindi valore aggiunto, attraverso l'integrazione, il supporto, la formazione, i servizi, la manutenzione e altro ancora. Il termine è diffuso per denominare la maggior parte dei clienti dei distributori e cioè quelli che fanno da tramite con l'utente finale della soluzione integrata.